# Marie-Chantal Demailleová
Marie-Chantal Demailleová za svobodna Marie-Chantal Depetrisová (17. prosince 1941 Saint-Fraimbault, Francie – 18. února 2025 Avignon) byla francouzská sportovní šermířka, která se specializovala na šerm fleretem. Francii reprezentovala v šedesátých a sedmdesátých letech. Na olympijských hrách startovala v roce 1964, 1968 a 1972 v soutěži jednotlivkyň a družstev. V soutěži jednotlivkyň obsadila na olympijských hrách 1972 čtvrté místo. V roce 1971 získala titul mistryně světa v soutěži jednotlivkyň. S francouzským družstvem fleretistek vybojovala dvakrát třetí místo (1966, 1970) na mistrovství světa.